# Större gulbena
Större gulbena (Tringa melanoleuca) är en stor amerikansk vadare som tillhör familjen snäppor. Den häckar i Alaska och Kanada. Vintertid flyttar den till kuster i södra USA och vidare i Central- och Sydamerika. I Europa är den sällsynt gäst, med bland annat fyra fynd i Sverige. Arten är trots namnet och likartat utseende inte närmare släkt med mindre gulbena. IUCN kategoriserar den som nära hotad.

## Utseende

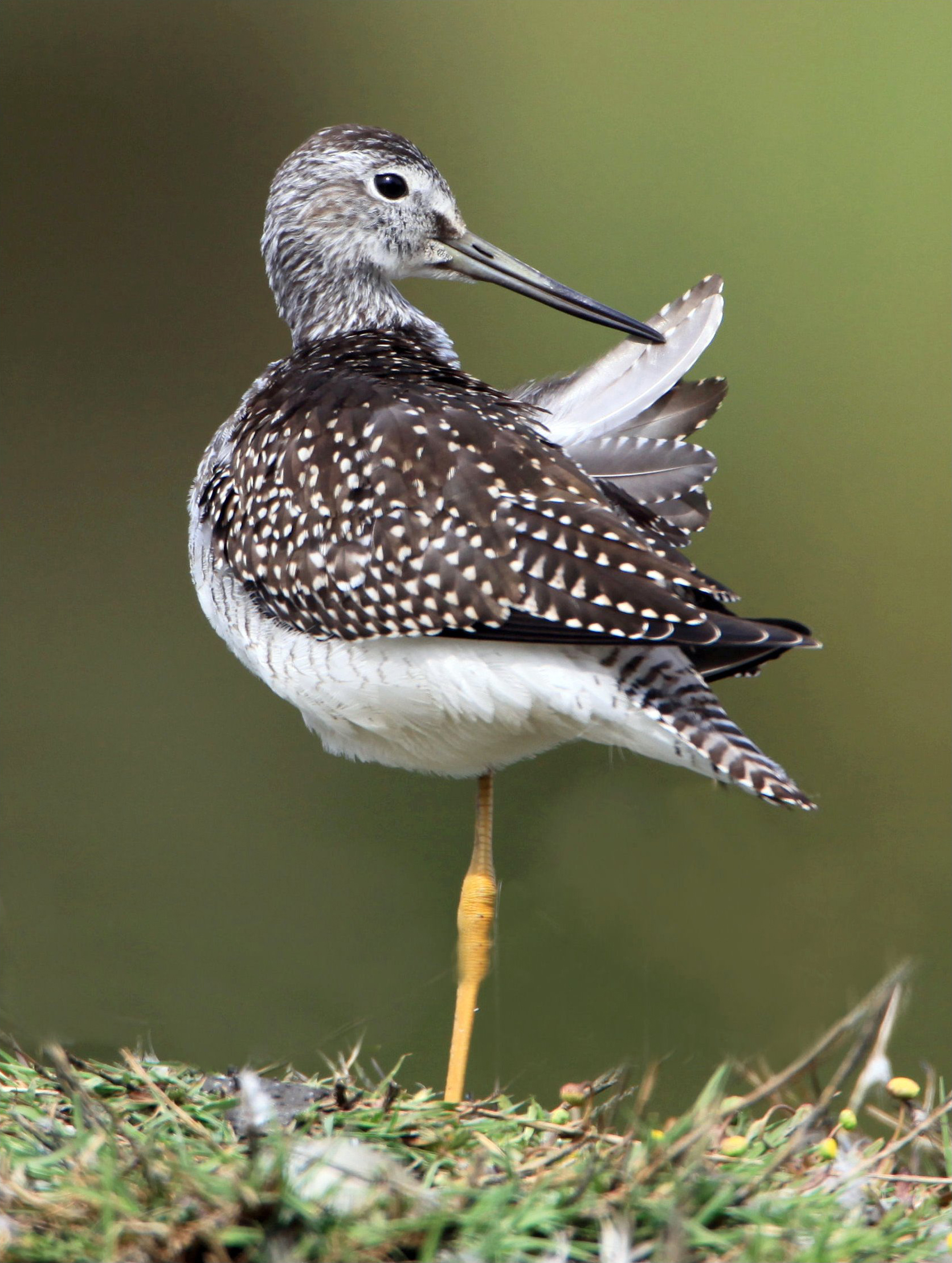

Större gulbena är med kroppslängden 29–33 cm en stor vadare, påminnande om en framtung gluttsnäppa. Precis som gluttsnäppan har den ett mörkt, vattrat bröst som är ganska grovt tecknat och som kontrasterar tydligt mot den vita basen. Den är vit på övergumpen, men inte upp på ryggen som gluttsnäppan. Den har även mycket svart på skuldror och rygg i häckningsdräkt. Adulta individer har långa gula ben. Dess näbb är lång, något uppåtböjd, tunn och mörk med ljus bas och den är längre än huvudet.
I sitt normala utbredningsområde kan den bara förväxlas med mindre gulbena, som dock är påtagligt slankare och har en helmörk näbb som också är tunnare, rakare och kortare – bara något längre än huvudet. I flykten syns att alla vingpennor hos större gulbena är ljusfläckiga på armpennor och inre handpennor medan de hos mindre gulbena är helmörka. I häckningsdräkt är större gulbena i mer utsträckning bandad på flankerna än mindre gulbena, och i juvenil dräkt tydligare streckad på bröstet.

## Läte
Större gulbenan lockläte som hörs i flykten består av en trestavig vissling, lik gluttsnäppans motsvarande läte men snabbare och ljusare, och med sista tonen fallande: "kly-kly-klu". Spellätet är melodiskt och rullande, i engelsk litteratur återgivet som "kleewee kleewee...".

## Utbredning och systematik
Större gulbena häckar i tajgaområdet i Kanada och Alaska. Den flyttar till södra USA och vidare söderut till Sydamerika. Arten behandlas som monotypisk, det vill säga att den inte delas in i några underarter.

Utbredningsområdet för större gulbena, där rött betecknar vistelse häckningstid, blått övervintringsområde och gult förekomst under flyttningen.

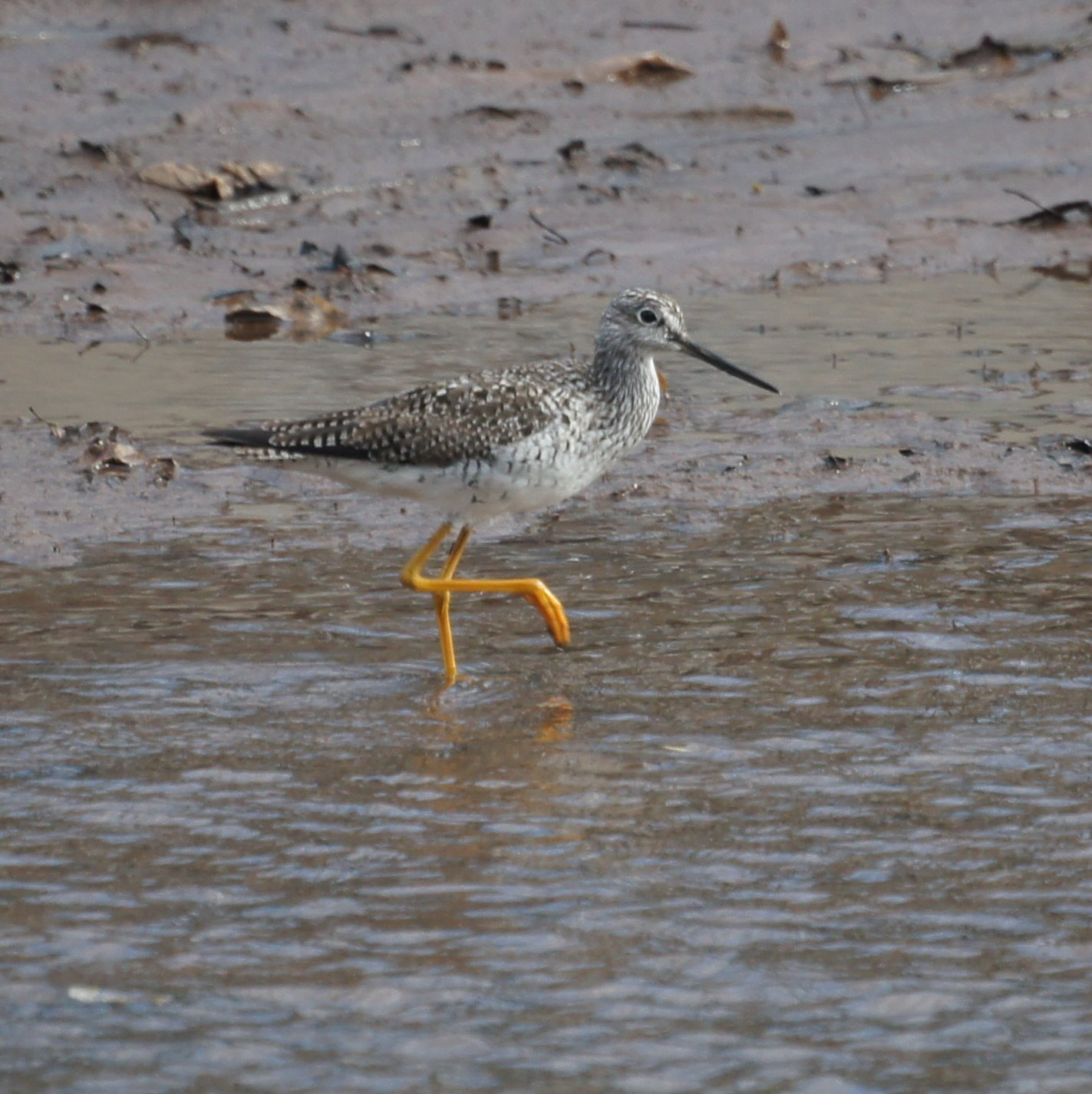
Större gulbena fotograferad i New Jersey under flyttningen.

### Större gulbena i Europa
Större gulbena uppträder sällsynt i Europa, likt mindre gulbena på hösten, men är nästan tio gånger ovanligare och påträffas inte alls lika långt österut än denna. Överlägset flest fynd är i Azorerna, Storbritannien och på Irland.
I Sverige har den påträffats fyra gånger: Kapelludden på Öland i augusti 1976, Helgumsjön i Ångermanland i juni 1995, Skillinge i Skåne i januari 2013 samt en individ på ett antal lokaler på Västkusten från december 2017 till mars 2018.

### Släktskap
Länge trodde man att större gulbena och mindre gulbena (Tringa flavipes) var varandras närmaste släktingar. DNA-studier visar att detta dock är felaktigt. Istället står större gulbena nära gluttsnäppa (T. nebularia), och dessa båda arter bildar tillsammans med svartsnäppa (T. erythropus) en mycket närbesläktad grupp. Trots detta uppvisar just dessa tre arter alla de karaktäristiska olika benfärger som går att finna inom släktet Tringa, vilket visar att denna karaktär är parafyletisk. Denna grupp omfattar också de största arterna inom släktet, utöver willet (Tringa semipalmata).

## Ekologi

### Häckning
Större gulbena häckar på mossar och i myrmark på marken, ofta på väl dolda platser i närheten av vatten. De tre till fyra äggen väger i snitt 28 gram och mäter ungefär 50 mm gånger 33 mm. De ruvar i snitt äggen i 23 dagar. Ungarna lämnar boet inom 24 timmar efter att de kläckts och lämnar därefter området redan efter två dagar.

### Föda
Större gulbena födosöker i grunda vatten och ibland rör de upp vattnet med näbben. De äter främst insekter och småfisk men även kräftdjur och havsborstmaskar.

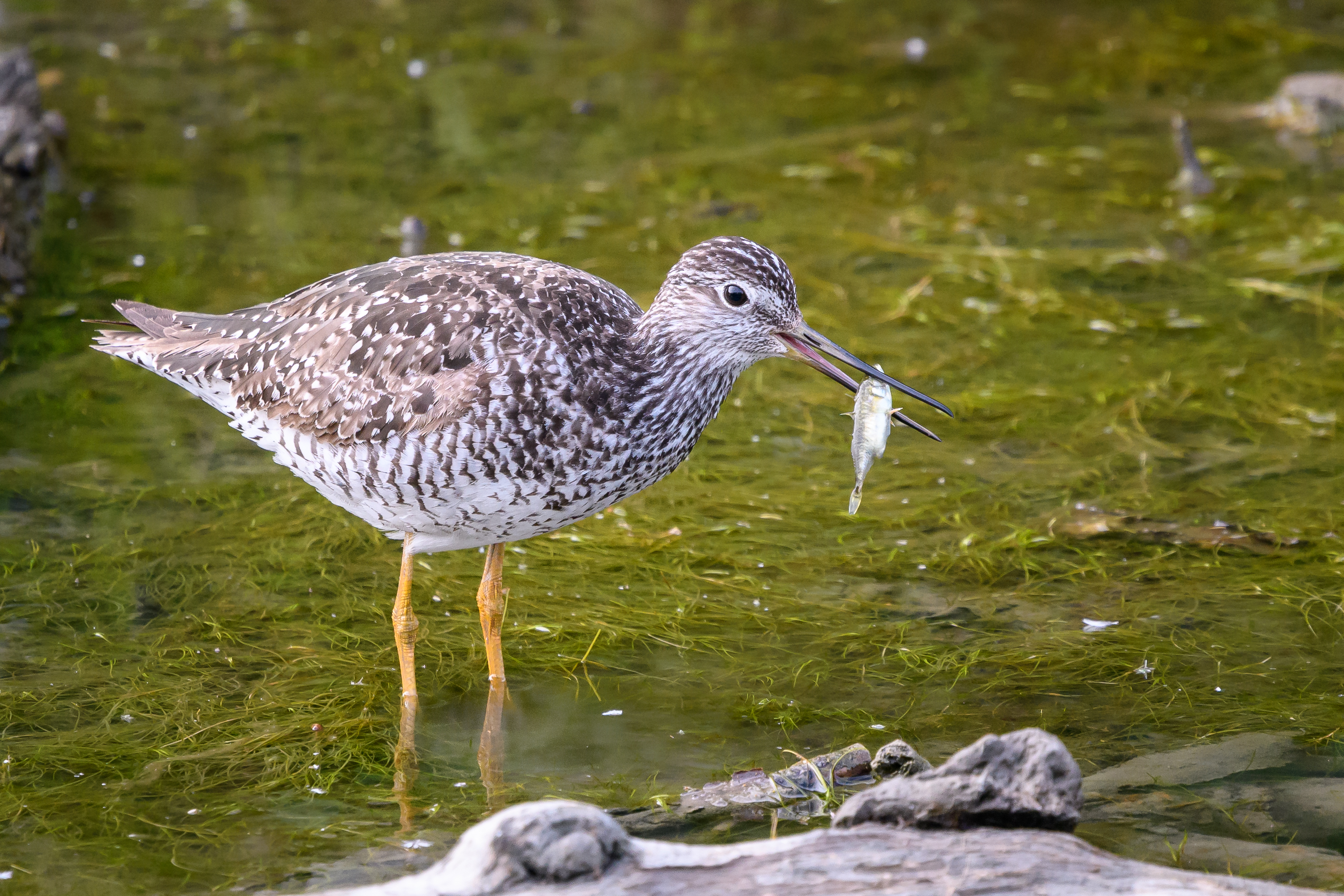
Större gulbena i häckningsdräkt med nyfångad fisk, fotograferad i Alaska.

## Status och hot
Arten har ett stort utbredningsområde, men tros minska i antal, dock inte tillräckligt kraftigt för att den ska betraktas som hotad. Internationella naturvårdsunionen IUCN listar arten som nära hotad (LC).